# Mahabad & Piranshahr

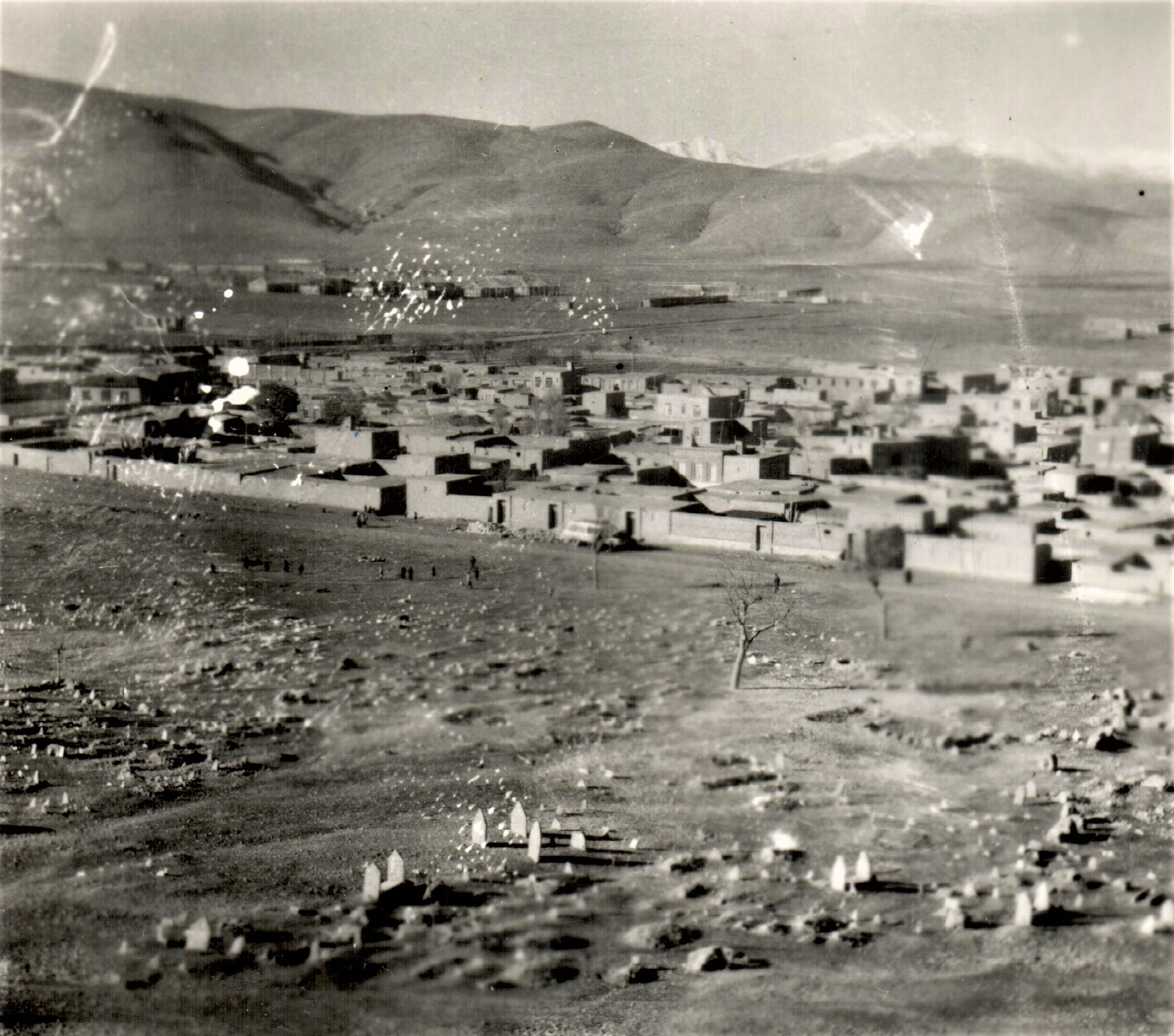
Mahabad (1959)

Mahabad & Piranshahr (în persană مهاباد, în kurdă مەھاباد; romanizat și ca Mahābād sau Mehābād; anterior numit Sāūjbulākh sau Sawcheblakh) este un oraș din Iran.¨
Cetățile Piranshahr și Mahabad două orașe din Mukerian.